# Не пойман — не вор (фильм, 2006)
«Не пойман — не вор» (англ. Inside Man, дословно — «Соглядатай») — криминальный детектив режиссёра Спайка Ли. В широкий прокат фильм вышел 23 марта 2006 года (в Европе)и 24 марта (странах Америки, Великобритании). В России фильм вышел в прокат 13 апреля 2006 года.

## Сюжет
В самом центре Нью-Йорка посреди дня совершается ограбление банка. Идеальное ограбление, потому что в итоге, после нескольких дней осады, у полиции нет ни улик, ни пострадавших, ни подозреваемых, ни, собственно, того, что называется «составом преступления». Детективы слишком поздно начинают понимать, что всё это время их просто водили за нос, и что многое в этой истории совсем не то, чем кажется.
Итак, в банк заходит небольшая группа маляров, одетых в белые комбинезоны, кепки и солнцезащитные очки. Внезапно они запирают двери и с криками: «Это ограбление!» укладывают всех присутствующих на пол. Затем поджигают дымовую шашку, а подбежавшему к входным дверям уличному полицейскому главарь с диким иностранным акцентом заявляет, что в банке — заложники и бомба. Подъехавшая группа во главе с детективом Фрейзером выясняет, что камеры видеонаблюдения в банке были выведены из строя за минуту до ограбления. Полиция не знает ни сколько заложников в банке, ни сколько грабителей, ни что там происходит.
Тем временем «маляры» собирают всех посетителей и служащих и заставляют их сначала сдать все свои ключи и мобильные телефоны, а затем раздеться до белья и надеть одинаковые синие комбинезоны. Также заложники должны надеть на глаза специальные маски, какие используются для сна. Лица самих грабителей закрыты (перед ограблением они натянули на лица платки, закрывающие нижнюю часть лица), а заложники не успели друг друга рассмотреть. Чтобы окончательно запутать следы, грабители рассаживают заложников по  нескольким комнатам и время от времени тасуют их. При этом, подсаживая членов банды под видом заложников (под белыми комбинезонами у них надеты синие). Потом, когда всё заканчивается, никто не может уверенно сказать: «Это — грабитель», потому что находилось несколько человек, которые опознавали в каждом подозреваемом «товарища по несчастью».
В результате, когда банк захвачен штурмом, становится понятно, что само ограбление было грандиозной инсценировкой с бутафорским оружием, фальшивой казнью заложника и с записанными заранее разговорами, которые грабители подсунули полиции, подслушивающей их через спрятанные в еде для заложников жучки. Фрейзер догадывается, что из банка всё-таки что-то вынесли или вынесут.
В пик кризиса с заложниками хозяин банка Артур Кейз подсылает Фрейзеру своего представителя с исключительными полномочиями — Мэдлин Уайт. Она сделала всё, что могла и даже пообщалась с главарём грабителей. Выясняется, что основатель банка сколотил своё состояние, сотрудничая с нацистами в годы Второй мировой войны. В ячейке банка № 392 хранились документы, свидетельствующие о его военных связях, бриллианты и исключительно ценное кольцо. Далтон охотился именно за документами, решив оставить их себе и, возможно, потом шантажировать ими Кейза.
Суть замысла грабителей состояла в том, что их главарь Далтон Рассел остался внутри здания банка. Грабители немного перестроили подсобку банка и организовали там тайное убежище, где он оставался в течение недели. Остальные преступники, смешавшись с прочими заложниками, чистыми покинули здание банка. Далтон через неделю вылезает из своего убежища. В банке уже восстановлена обычная работа. Смешавшись с посетителями банка, Далтон спокойно уходит через главный вход.
История на том не заканчивается. Детектив Фрейзер, разбираясь со списком ячеек в хранилище, обнаруживает, что ячейка № 392 не значится в списках. По его требованию её вскрывают. Там нет ничего, кроме мусора и кольца с запиской, оставленной Далтоном — «Следуй за кольцом». Фрейзер направляется сначала к хозяину банка Артуру Кейзу и затем к мэру города, требуя объяснений. Он даёт понять, что будет и дальше разбираться с этой историей.

## В ролях
| Актёр               | Роль                  |
| ------------------- | --------------------- |
| Клайв Оуэн          | Далтон Расселл        |
| Дензел Вашингтон    | детектив Кит Фрейзер  |
| Джоди Фостер        | Мэдлин Уайт           |
| Кристофер Пламмер   | Артур Кейс            |
| Уиллем Дефо         | капитан Джон Дариус   |
| Чиветел Эджиофор    | детектив Билл Митчелл |
| Карлос Андрес Гомес | Стив Дамерджян        |
| Ким Дайректор       | Стиви                 |
| Джеймс Рэнсон       | Стиви-о               |
| Берни Рашель        | Хаим                  |
| Питер Джерети       | капитан Кофлин        |
| Виктор Количчио     | сержант Коллинс       |
| Кассандра Фримэн    | Сильвия               |
| Питер Флешетт       | Питер Хэммонд         |
| Джерри Вичи         | Герман Глюк           |
| Брэндон Кинер       | пилот вертолёта       |

## Съёмочная группа
- Режиссёр: Спайк Ли
- Сценарист: Рассел Гьюирц (Russell Gewirtz)
- Продюсер: Брайан Грейзер (Brian Grazer)
- Сопродюсер: Джонатан Филли (Jonathan Filley)
- Исполнительные продюсеры: Карен Кехела Шервуд (Karen Kehela Sherwood), Йон Килик (Jon Kilik), Дэниел М. Розенберг (Daniel M. Rosenberg), Ким Рот (Kim Roth)
- Композитор: Теренс Бланшар (Terence Blanchard)
- Оператор: Мэттью Либатик (Matthew Libatique)
- Монтаж: Барри Александер Браун (Barry Alexander Brown)
- Художник-постановщик: Уинн Томас (Wynn Thomas)
- Художник по костюмам: Донна Бервик (Donna Berwick)
- Производство компаний Universal Pictures, Imagine Entertainment, 40 Acres & A Mule Filmworks, GH Two
- Прокат Universal Pictures (США), Bontonfilm (Чехия), Solar Films (Филиппины), United International Pictures (остальной мир)

## Отзывы
Продюсер фильма Брайан Грейзер считает «Не пойман — не вор» «одним из самых положительных впечатлений» в своей карьере, отмечая как позитивную реакцию критиков, так и высокие кассовые сборы.